# M jak miłość
M jak miłość (literalmente A para amor) es una serie de televisión polaca transmitida originalmente por TVP2 desde el 4 de noviembre de 2000. Principalmente como un drama semanal, y después de una temporada cambió a un nuevo intervalo de tiempo y se extendió a dos (y ocasionalmente tres) episodios por semana. Durante los últimos años, el programa ha sido el drama más visto en la televisión polaca. Su popularidad llevó a una adaptación rusa, titulada Lyubov kak Lyubov.
La serie también se emite en el canal internacional TVP Polonia con subtítulos en inglés.

## Elenco

### Reparto actual
| Actor/Actriz            | Personaje               | Estado                                                     |
| ----------------------- | ----------------------- | ---------------------------------------------------------- |
| Teresa Lipowska         | Barbara Mostowiak       | 2000–presente                                              |
| Małgorzata Pieńkowska   | Maria Rogowska          | 2000–presente                                              |
| Dominika Ostałowska     | Marta Mostowiak         | 2000–presente                                              |
| Rafał Mroczek           | Paweł Zduński           | 2000–presente                                              |
| Marcin Mroczek          | Piotr Zduński           | 2000–presente                                              |
| Katarzyna Cichopek      | Kinga Zduńska           | 2000–presente                                              |
| Andrzej Precigs         | Zbigniew Filarski       | 2000–presente                                              |
| Hanna Mikuć             | Krystyna Filarska       | 2001–presente                                              |
| Anna Mucha              | Magdalena Marszałek     | 2002–2006, 2007, 2008–2009, 2010, 2011–2012, 2013–presente |
| Weronika Rosati         | Anna Waszkiewicz        | 2002–2005, 2018–presente                                   |
| Marcin Bosak            | Kamil Gryc              | 2003–2006, 2019–presente                                   |
| Robert Moskwa           | Artur Rogowski          | 2004–presente                                              |
| Joanna Sydor            | Teresa Makowska         | 2002–2006, 2017–presente                                   |
| Magdalena Walach        | Agnieszka Olszewska     | 2010–presente                                              |
| Tamara Arciuch          | Anna Gruszczyńska       | 2010–presente                                              |
| Jacek Kopczyński        | Adam Werner             | 2011–presente                                              |
| Iga Kreft               | Ula Lisiecka            | 2007–presente                                              |
| Marcjanna Lelek         | Natalia Zarzycka        | 2004–presente                                              |
| Krystian Domagała       | Mateusz Mostowiak       | 2002–presente                                              |
| Weronika Wachowska      | Ania Wojciechowska (#3) | 2013–presente                                              |
| Julia Wróblewska        | Zosia Warakomska        | 2007–presente                                              |
| Krystian Wieczorek      | Andrzej Budzyński       | 2008–presente                                              |
| Mikołaj Roznerski       | Marcin Chodakowski      | 2012–presente                                              |
| Artur Barciś            | Jerzy Kolęda            | 2012–presente                                              |
| Dominika Kluźniak       | Ewa Mostowiak           | 2012–presente                                              |
| Małgorzata Różniatowska | Zofia Kisiel-Żak        | 2013–presente                                              |
| Barbara Kurdej-Szatan   | Joanna Chodakowska      | 2014–presente                                              |
| Olga Szomańska          | Marzena Lisiecka        | 2014–presente                                              |
| Maurycy Popiel          | Aleksander Chodakowski  | 2014–presente                                              |
| Adriana Kalska          | Izabela Chodakowska     | 2015–presente                                              |
| Tomasz Oświęciński      | Andrzej Lisiecki        | 2015–presente                                              |
| Piotr Nerlewski         | Franek Zarzycki         | 2015–presente                                              |
| Jowita Budnik           | Teresa Zarzycka         | 2015–presente                                              |
| Katarzyna Grabowska     | Olga Górecka            | 2016–presente                                              |
| Wojciech Wysocki        | Jerzy Górecki           | 2016–presente                                              |
| Jan Wieczorkowski       | Jacek Mrozowski         | 2016–presente                                              |
| Joanna Kuberska         | Julia Kryszak           | 2016–presente                                              |
| Tomáš Kollárik          | Jan Morawski            | 2016–presente                                              |
| Ilona Janyst            | Aneta Chodakowska       | 2017–presente                                              |
| Ewa Kasprzyk            | Weronika Sobańska       | 2018–presente                                              |
| Paweł Deląg             | Michał Ostrowski        | 2018–presente                                              |
| Barbara Wypych          | Sonika Krawczyk         | 2018–presente                                              |
| Krzyztof Tyniec         | Robert Żak              | 2018–presente                                              |
| Arkadiusz Smoleński     | Bartek Lisiecki         | 2018–presente                                              |
| Monika Mielnicka        | Liliana Mostowiak       | 2019–presente                                              |
| Dorota Chotecka         | Krystyna Banach         | 2019–presente                                              |
| Sławomir Uniatowski     | Leszek Krajewski        | 2019–presente                                              |
| Hanna Śleszyńska        | Iwona Kryńska           | 2020–presente                                              |

### Ex reparto
| Actor/Actriz                | Personaje               | Estado                     |
| --------------------------- | ----------------------- | -------------------------- |
| Joanna Jędryka              | Krystyna Cholakowa      | 2000–2010                  |
| Maja Hirsch                 | Izabela Marczak         | 2001–2010                  |
| Maria Maj                   | Lucyna Banasik          | 2001–2010                  |
| Dominika Figurska           | Ewa Skalska             | 2001–2007, 2007–2008       |
| Hanna Bieluszko             | Renata Zakrzewska       | 2003–2008, 2009–2012       |
| Nastka Chorosińska          | Ola Nowicka             | 2003–2007, 2007–2008       |
| Marek Kaliszuk              | Boguś                   | 2004–2005, 2007–2009       |
| Piotr Bajtlik               | Adam Leszczyński        | 2004–2005, 2007–           |
| Michał Chorosiński          | Leszek Skalski          | 2004–2006, 2007–2008       |
| Ewa Gorzelak-Dziduch        | Dorota Stadnicka        | 2006–2012                  |
| Martyna Peszko              | Celina                  | 2006–2008                  |
| Grażyna Leśniak-Dangel      | Honorata Porębska       | 2006–                      |
| Anna Janocha                | Julia Porębska          | 2006–                      |
| Igor Michalski              | Stanisław Nowicki       | 2006–                      |
| Jadwiga Gryn                | Joanna Chrząszcz        | 2007–                      |
| Jolanta Żółkowska           | Anna Jankowska          | 2007–                      |
| Krzysztof Wieszczek         | Dariusz                 | 2007–                      |
| Anna Gigiel                 | Zuzanna                 | 2007–                      |
| Beata Buczek-Żarnecka       | Bożena Chojnacka        | 2008–                      |
| Łukasz Konopka              | Jacek Kulesza           | 2008–                      |
| Paweł Nowisz                | Marian Kalisiak         | 2000–2003, 2008            |
| Kacper Kuszewski            | Marek Mostowiak         | 2000–2018                  |
| † Witold Pyrkosz            | † Lucjan Mostowiak      | 2000–2017                  |
| Małgorzata Kożuchowska      | † Hanka Mostowiak       | 2000–2011                  |
| Emil Karewicz               | † Zenon Łagoda          | 2000–2001                  |
| Anna Zagórska               | Ula (Zuza) Kowalska     | 2000–2006                  |
| Marek Kalita                | Dr Janusz Kotowicz      | 2000–2007                  |
| Joanna Liszowska            | Zuzia                   | 2003–2004                  |
| Barbara Horawianka          | Jadwiga Zduńska         | 2001–2004                  |
| Cezary Morawski             | † Krzysztof Zduński     | 2000–2005                  |
| Mariusz Drężek              | Tadeusz Makowski        | 2001, 2003–2007            |
| Joanna Koroniewska          | Małgorzata Chodakowska  | 2000–2013                  |
| Ewa Wencel                  | Janina Nowicka          | 2002–2006                  |
| Edward Lubaszenko           | Teodor Nowicki          | 2004–2006                  |
| Ivan Komarenko              | Sasza Maksymowicz       | 2004–2005                  |
| Krzysztof Bień              | † Teodor Leszczyński    | 2006–2007                  |
| Robert Gonera               | Jacek Milecki           | 2000–2006                  |
| † Mariusz Sabiniewicz       | † Norbert Wojciechowski | 2000–2007                  |
| Franciszek Przybylski       | Łukasz Mostowiak (#1)   | 2000–2006                  |
| Adrian Żuchewicz            | Łukasz Mostowiak (#2)   | 2006–2014                  |
| Edward Żentara              | Tomasz                  | 2000–2003                  |
| Henryk Talar                | Wiktor Gradoń           | 2000–2003                  |
| Rafał Królikowski           | Konrad Badecki          | 2001–2002                  |
| Hubert Zduniak              | Janek Rogowski          | 2001–2002                  |
| Sławomir Orzechowski        | Pan Gałązka             | 2000–2002                  |
| Marek Probosz               | Grzegorz Górski         | 2004, 2005, 2009           |
| Marcin Stec                 | Marcin Sadowski         | 2006–2007                  |
| Monika Obara                | Elżbieta Müller         | 2003–2007                  |
| Steffen Möller              | Stefan Müller           | 2002–2007, 2008            |
| Agnieszka Fitkau-Perepeczko | Simona Müller           | 2003–2007                  |
| Jerzy Gudejko               | Mariusz Żurawski        | 2005–2008                  |
| Jacek Poniedziałek          | Rafał Lubomski          | 2003–2006, 2007–2008       |
| Agnieszka Warchulska        | Alicja Schmidt          | 2004–2005, 2007–2008       |
| Ewa Konstancja Bułhak       | Matylda Górska          | 2007–2008                  |
| Maciej Dancewicz            | Arkadiusz               | 2005–2008                  |
| Małgorzata Teodorska        | Ada Lech                | 2008                       |
| Anita Jancia                | Jolanta Kowalska        | 2000–2004, 2006–2008, 2009 |
| † Maciej Kozłowski          | † Waldemar Jaroszy      | 2003–2005, 2009–2010       |
| Agnieszka Więdłocha         | Joanna Zduńska          | 2011-2012                  |
| Paweł Okraska               | † Michał Łagoda         | 2000–04, 2007–2014         |
| Przemysław Cypryański       | Jakub Ziober            | 2006–2012                  |
| Marieta Żukowska            | Marzena Sadowska        | 2006–07, 2007              |
| Ewelina Serafin             | Kasia Kociołek          | 2000–2012                  |
| Piotr Miazga                | Sebastian Kociołek      | 2002–2012                  |
| Grzegorz Małecki            | Szymon Gajewski         | 2007–2012                  |
| Tadeusz Chudecki            | Henryk Wojciechowski    | 2007–2012                  |
| Karolina Nowakowska         | Olga Ziober             | 2007–2012                  |
| Bożena Stachura             | Grażyna Łagoda          | 2006–07, 2008–2012         |
| Laura Samojłowicz           | Majka Chojnacka         | 2007–2008                  |
| Jacek Lenartowicz           | Janek Zawadzki          | 2003–2016                  |
| Anna Gzyra                  | Sylwia Okońska          | 2006–2012, 2014            |
| Wojciech Traczyński         | Krzyś Ziober            | 2007–2012                  |
| Gabriela Pietrucha          | Gabrysia "Gabi"         | 2008–2012                  |
| Michał Lesień               | Arkadiusz Nowacki       | 2008–2012                  |
| Julia Paćko                 | Ania Wojciechowska #1   | 2007–2013                  |
| Andżelika Piechowiak        | Mirka Kwiatkowska       | 2008–2015                  |
| Mariusz Bonaszewski         | Krzysztof Jankowski     | 2010–2012                  |
| Agnieszka Sienkiewicz       | † Kasia Mularczyk       | 2011–2015                  |
| Joanna Osyda                | Janka Buford            | 2012–2014                  |
| Andrzej Młynarczyk          | † Tomasz Chodakowski    | 2007–2017                  |
| Julita Fabiszewska          | Paulina Suska           | 2017                       |
| Maria Winiarska             | Aleksandra Kaczkowska   | 2017                       |
| Olga Frycz                  | Alicja Zduńska          | 2013–2018                  |
| Tomasz Ciachorowski         | † Artur Skalski         | 2015–2019                  |
| Olga Kalicka                | Justyna Górska          | 2016–2019                  |